# Joeropsis acoloris
Joeropsis acoloris là một loài chân đều trong họ Joeropsididae. Loài này được Kensley miêu tả khoa học năm 2003.